# Kalenićki Prnjavor
Kalenićki Prnjavor (izvirno srbsko Каленићки Прњавор) je naselje v Srbiji, ki upravno spada pod Občino Rekovac; slednja pa je del Pomoravskega upravnega okraja.

## Demografija
V naselju, katerega izvirno (srbsko-cirilično) ime je Каленићки Прњавор, živi 137 polnoletnih prebivalcev, pri čemer je njihova povprečna starost 49,1 let (47,1 pri moških in 50,9 pri ženskah). Naselje ima 49 gospodinjstev, pri čemer je povprečno število članov na gospodinjstvo 3,04.
To naselje je, glede na rezultate popisa iz leta 2002, večinoma srbsko, a v času zadnjih treh popisov je opazno zmanjšanje števila prebivalcev.
|  |

| Demografija | Demografija     | Demografija     |
| Leto        | Št. prebivalcev | Št. prebivalcev |
| ----------- | --------------- | --------------- |
|             |                 |                 |
|             |                 |                 |
|             |                 |                 |
|             |                 |                 |
| 1948        | 307             |                 |
| 1953        | 313             |                 |
| 1961        | 310             |                 |
| 1971        | 286             |                 |
| 1981        | 251             |                 |
| 1991        | 193             | 191             |
| 2002        | 155             | 154             |
|             |                 |                 |

| Etnična sestava po popisu iz leta 2002 | Etnična sestava po popisu iz leta 2002 | Etnična sestava po popisu iz leta 2002 | Etnična sestava po popisu iz leta 2002 | Etnična sestava po popisu iz leta 2002 |
| -------------------------------------- | -------------------------------------- | -------------------------------------- | -------------------------------------- | -------------------------------------- |
| Srbi                                   | Srbi                                   |                                        | 153                                    | 99,35%                                 |
| Makedonci                              | Makedonci                              |                                        | 1                                      | 0,64%                                  |
| Neznano                                | Neznano                                |                                        | 0                                      | 0,0%                                   |